# Darrell Brown
Darrell H. Brown (Eureka (California), 14 de marzo de 1923-San Mateo (California), 7 de octubre de 1990) fue un jugador de baloncesto estadounidense que disputó una temporada en la BAA. Con 1,88 metros de estatura, jugaba en la posición de alero.

## Trayectoria deportiva

### Universidad
Jugó dos temporadas en los Lumberjacks de la Universidad Estatal de Humboldt, siendo el único jugador de dicha institución en llegar a jugar en la BAA o la NBA. Jugó también con los Tigers de la Universidad del Pacífico.

### Profesional
Fue elegido en la trigésima posición del Draft de la BAA de 1948 por Baltimore Bullets, con los que disputó tres partidos, en los que promedió 1,3 puntos.

#### Estadísticas en la BAA

##### Temporada regular
| Temporada | Edad | Equipo            | Liga | Pos. | P | TIT | MIN | TC  | TCA | %TC  | 3P | 3PA | %3P | TL  | TLA | %TL  | R.OF. | R.DEF. | REB | ASIS | ROB | TAP | PER | FP  | PTS |
| 1948-49   | 25   | Baltimore Bullets | BAA  |      | 3 |     |     | 0.7 | 2.0 | .333 |    |     |     | 0.0 | 0.7 | .000 |       |        |     | 0.0  |     |     |     | 1.0 | 1.3 |
| Total     |      |                   | BAA  |      | 3 |     |     | 0.7 | 2.0 | .333 |    |     |     | 0.0 | 0.7 | .000 |       |        |     | 0.0  |     |     |     | 1.0 | 1.3 |